# Ana Amo Ramada
Ana Amo Ramada (València, 9 d'agost de 1990) és una futbolista valenciana, que juga com a migcampista a l'Aldaia CF. Jugadora del Col·legi Alemany, primer, i del València CF després, Ana seria una de les poques jugadores del conjunt que va ascendir a Superlliga, junt a Paula Arnal i María Martí, en consolidar-se amb el València CF a partir de la dècada de 2010. Va estar a l'equip vora dotze temporades, abandonat l'entitat valencianista en acabar la temporada 2014-2015.